# Jakowlew Jak-52

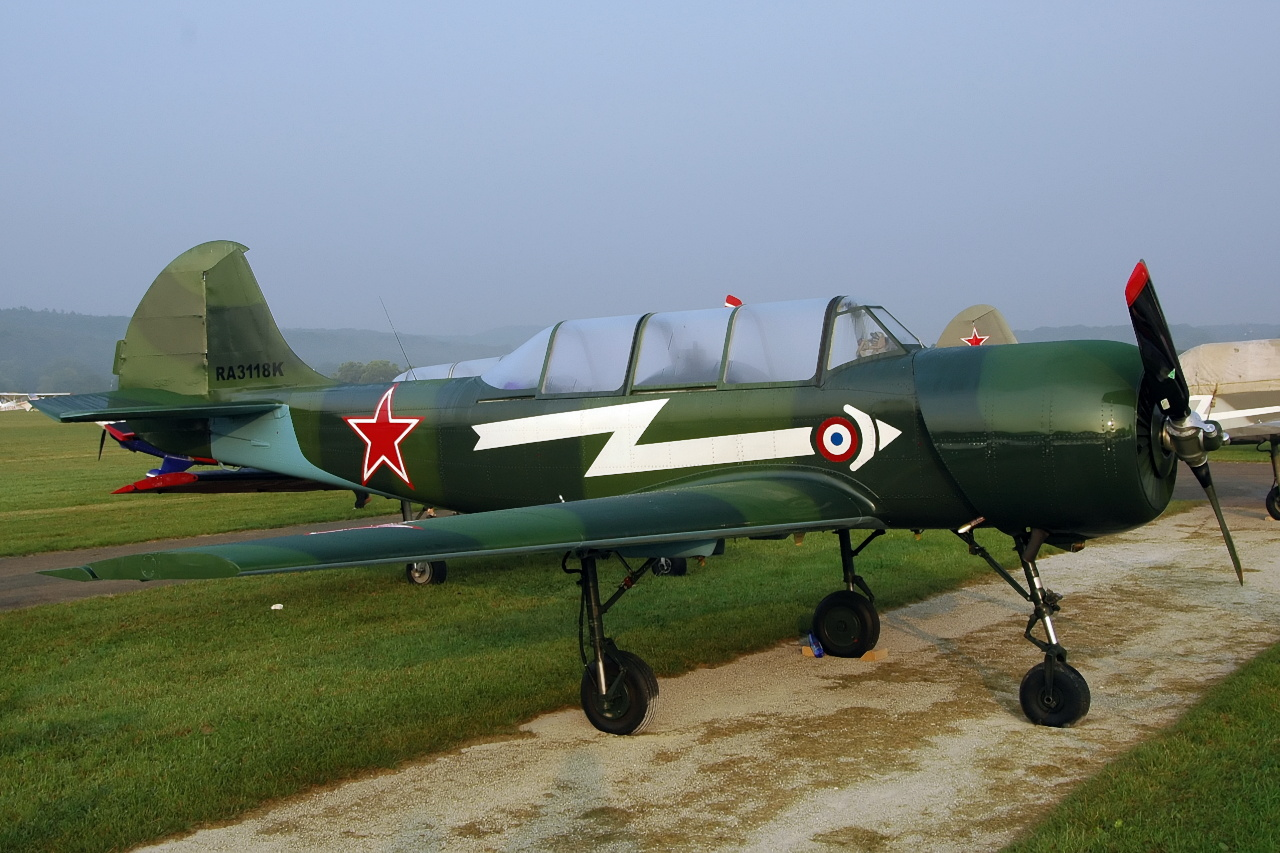
Jak-52 (Classic Aviation Company)

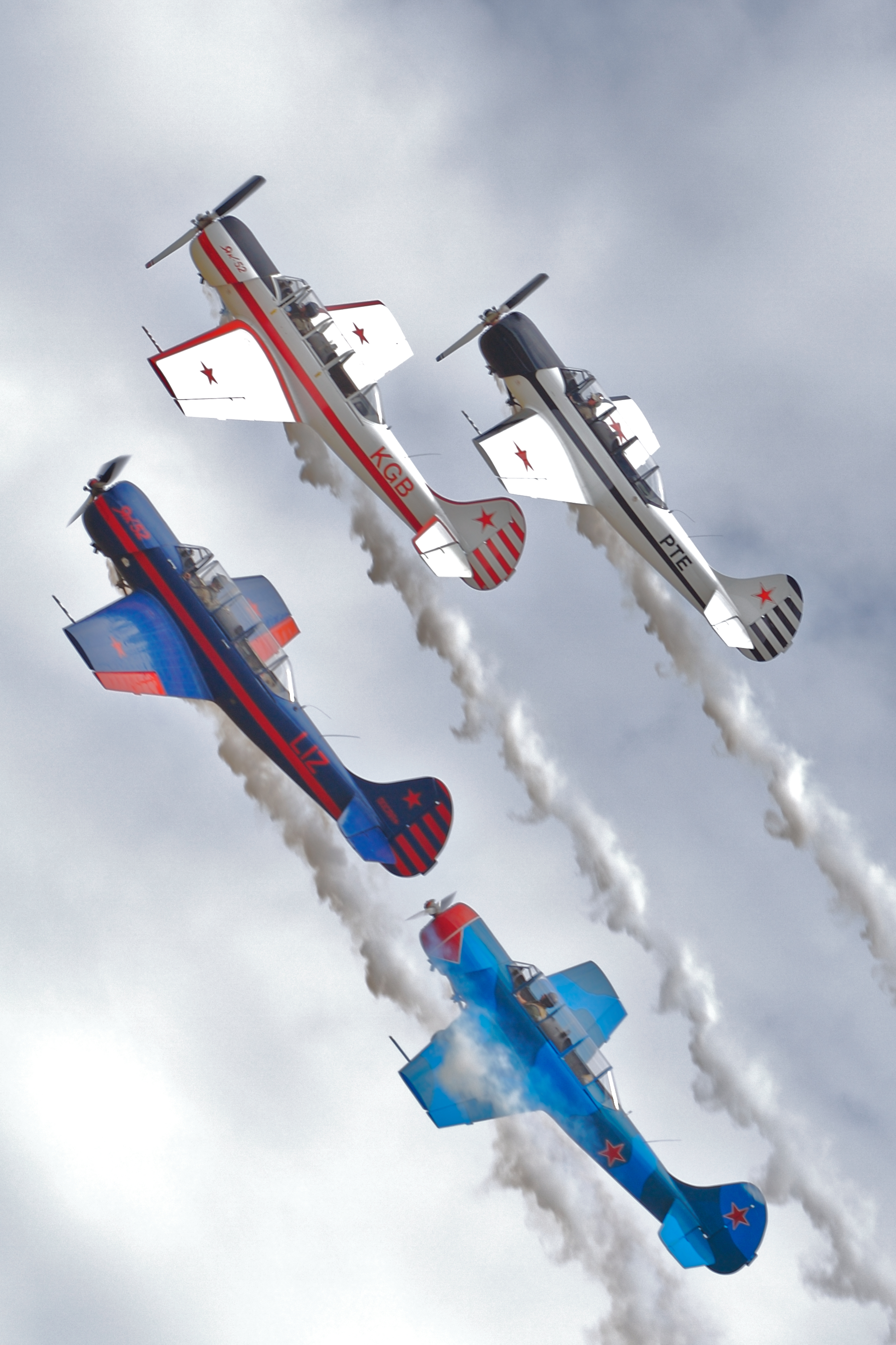
Vier Jak-52 auf einer Flugschau

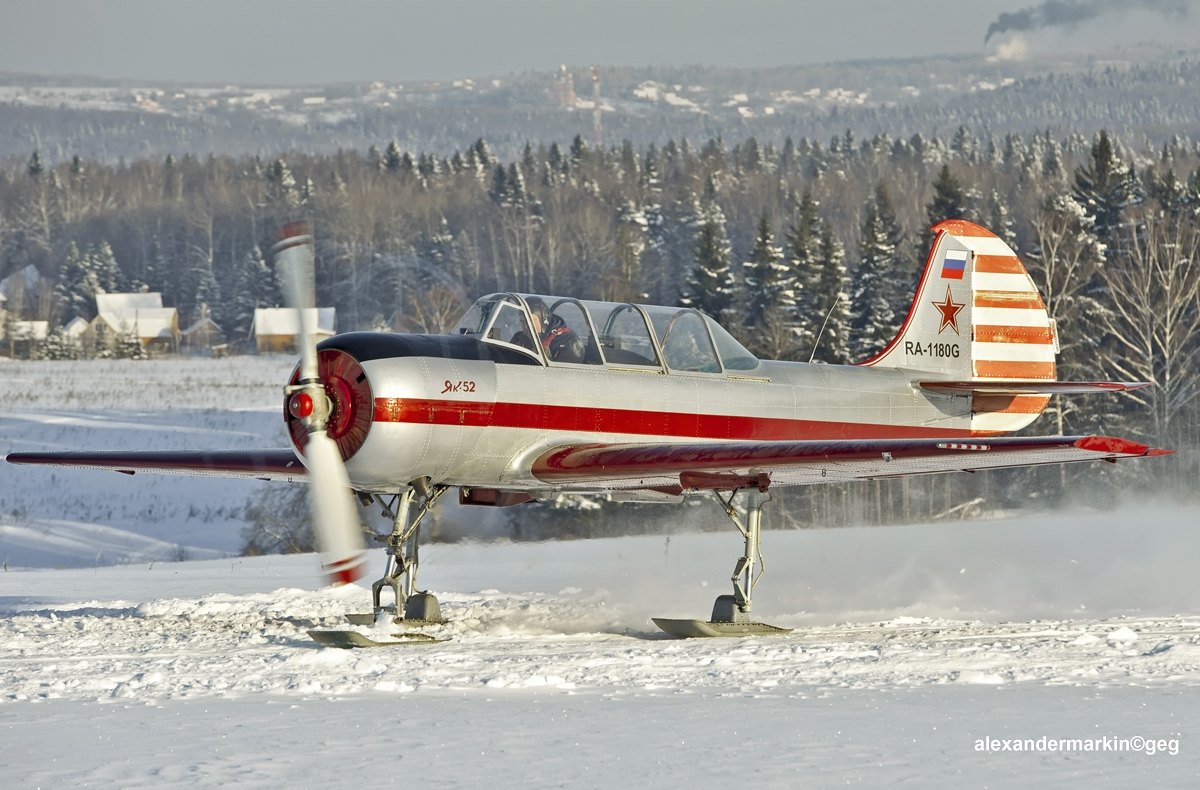
Jak-52 mit Skifahrwerk

Die Jakowlew Jak-52 (russisch Яковлев Як-52) ist ein ehemaliges sowjetisches Militärschulflugzeug auf Basis der Jakowlew Jak-50.

## Geschichte
Die zweisitzige Jak-52 ging aus dem einsitzigen Kunstflugzeug Jak-50 als Trainer für die Grundschulung hervor. Sie sollte als Ersatz der Jak-18A hauptsächlich bei der DOSAAF eingesetzt werden, die den Bedarf für die folgenden zehn Jahre auf 1000 Stück veranschlagte. Im Gegensatz zu ihrem Vorgängermodell war die Jak-52 wie die Jak-50 eine Ganzmetallkonstruktion. Von der Jak-18A wurden einzelne Baugruppen wie das Tandemcockpit samt Haube und das Dreipunkt-Bugrad übernommen, das unterscheidet sie zu der mit Spornrad ausgerüsteten Jak-50. Nach der Entwicklung in der Sowjetunion wurde am 15. Juli 1976 mit Rumänien ein Vertrag über eine Lizenzproduktion ausgehandelt. Für die Serienfertigung wurde in Bacău eine zunächst Fabrica de Avioane Usoare benannte Fertigungsstätte errichtet. Im gleichen Jahr wurden die technischen Unterlagen an die rumänische Seite übergeben. Der erste, noch in der Sowjetunion gebaute und geflogene Prototyp wurde in einer An-12 nach Bacău eingeflogen, dort aber nicht erprobt, sondern nur als Anschauungsmodell verwendet. Der Bau des rumänischen Prototyps begann 1977. Er erhielt die Werknummer 780102 und führte seinen Rollout am 28. April des folgenden Jahres durch. Nach einer ersten Bodenüberprüfung begannen am 9. Mai die Triebwerkstestläufe und am 20. Mai 1978 wurde der erste, nichtoffizielle, Flug durchgeführt. Den offiziellen Abnahmeflug führte der Jakowlew-Testpilot Dmitri Mitikow am 22. Juli aus. Anschließend wurde das Flugzeug an die Sowjetunion übergeben und bis Ende des Jahres die ersten beiden Serienexemplare produziert. 1978 erfolgte die Umbenennung der Firma in Intrepinderea de Avioane Bacău (seit 1991 Aerostar S.A.). 1979 begann in Rumänien die eigentliche Serienfertigung. Am 8. Mai 1978 wurde das neue Schulflugzeug offiziell bei der DOSAAF eingeführt. Ende 1994 waren ca. 1800 Exemplare gebaut. Aerostar S.A. stellte die Produktion 2017 ein.
Ab April 2024 soll die Ukraine begonnen haben, modifizierte Jak-52 zur Drohnenjagd einzusetzen.

## Versionen
- Jak-52: Basisversion als Trainer
- Jak-52M: modernisierte Version der Jak-52 mit dem Wedenejew-M-14Ch-Sternmotor, anderer Luftschraube, zusätzlichen Treibstofftanks und dem Swesda-SKS-94MJa-Schleudersitz. Vorläufer der Jak-152.
- IAK-52: Bezeichnung der in Rumänien in Lizenz produzierten Jak-52 für die rumänischen Streitkräfte. 23 Stück wurden gebaut.
- Jak-52TW: rumänische Exportversion der Jak-52 für die USA und Westeuropa mit höherer Treibstoffkapazität, Nachtflugausrüstung, hydraulischen Bremsen und Gepäckfach im Rumpf und Spornradausführung. Jak-52TW steht für Tail Wheel.[3]
- Jak-52TD: siehe Jak-52W, jedoch in Spornradausführung. TD steht für Tail Dragger.[3]
- Jak-52PSch: von Jakowlew zum Anfang der 1980er Jahre durchgeführte Studie zum Umbau als leichtes Erdkampfflugzeug für den Einsatz in Afghanistan. Mindestens zwei Stück wurden dazu im Moskauer Werk Nr. 3 mit je zwei Unterflügel-Außenträgern zur Aufnahme von entweder gelenkten Raketen oder Behältern mit ungelenkten Raketen ausgerüstet. In der hinteren Kabine wurde das Instrumentenbrett entfernt und durch einen Rechner mit Waffenleitanlage ersetzt.
- „Kondor“: Rumänische Version der Jak-52 mit Lycoming-AEIO-540-L1-B-5D-Motor und neuer Cockpitausrüstung. Zwischen 1991 und 1993 wurden zwei Jak-52 solchermaßen umgerüstet und einigen Bodentests unterzogen, aber noch vor dem Erstflug wurde das Programm eingestellt.[3]

## Betreiber im deutschsprachigen Raum
Der Flugsportverein Andelsbuch betreibt am Flugplatz Hohenems im österreichischen Bundesland Vorarlberg eine flugfähige Jakowlew Jak-52 und bietet in den Sommermonaten Rundflüge an. Ebenso betreibt der Flugplatz Oldenburg-Hatten eine flugfähige Jak-52, mit der Kunstflüge angeboten werden.

## Technische Daten

Dreiseitenriss

| Kenngröße              | Jak-52                                                  | Jak-52W                                                | Jak-52TW                                               | Jak-52TD                                                                                          |
| ---------------------- | ------------------------------------------------------- | ------------------------------------------------------ | ------------------------------------------------------ | ------------------------------------------------------------------------------------------------- |
| Besatzung              | 2                                                       | 2                                                      | 2                                                      | 2                                                                                                 |
| Länge                  | 7,74 m                                                  | 7,75 m                                                 | 9,98 m                                                 | 7,70 m                                                                                            |
| Spannweite             | 9,30 m                                                  | 9,30 m                                                 | 9,90 m                                                 | 9,30 m                                                                                            |
| Höhe                   | 2,70 m                                                  | 2,40 m                                                 | 2,70 m                                                 | 2,70 m                                                                                            |
| Flügelfläche           | 15,00 m²                                                | 15,00 m²                                               | 15,42 m²                                               | 15,00 m²                                                                                          |
| Flügelstreckung        | 5,8                                                     | 5,8                                                    | 6,4                                                    | 5,8                                                                                               |
| Leermasse              | 1015 kg                                                 | 960 kg                                                 | 980 kg                                                 | 980 kg                                                                                            |
| max. Startmasse        | 1305 kg                                                 | 1315 kg                                                | 1320 kg                                                | 1415 kg                                                                                           |
| Triebwerke             | 1× M-14P mit Zweiblatt-Propeller W-530TA-D35 (⌀ 2,40 m) | 1× M-14P-ChDK mit Dreiblatt-Propeller MTV-9 (⌀ 2,50 m) | 1× M-14P-ChDK mit Dreiblatt-Propeller MTV-9 (⌀ 2,50 m) | 1× M-14P oder MF mit Propeller W-530TA-D35 (Zweiblatt, ⌀ 2,40 m) oder MTV-9 (Dreiblatt, ⌀ 2,50 m) |
| Leistung               | 268 kW (364 PS)                                         | 294 kW (400 PS)                                        | 294 kW (400 PS)                                        | 268 kW (364 PS) bzw. 294 kW (400 PS)                                                              |
| Kraftstoffvorrat       | 122 l (88 kg)                                           | 280 l (202 kg)                                         | 280 l (202 kg)                                         | 180 l (120 kg) mit Zusatztanks 270 l (195 kg)                                                     |
| Höchstgeschwindigkeit  | 360 km/h                                                | 360 km/h                                               | 420 km/h                                               | 320 km/h                                                                                          |
| Reisegeschwindigkeit   | 240 km/h                                                | 285 km/h                                               | 300 km/h                                               | 270 km/h                                                                                          |
| Mindestgeschwindigkeit | 105 km/h                                                | 90 km/h mit Landeklappen                               | 85 km/h mit Landeklappen                               | 105 km/h                                                                                          |
| Steiggeschwindigkeit   | 7,0 m/s                                                 | 7,0 m/s                                                | k. A.                                                  | 8,0 m/s                                                                                           |
| Reichweite             | 550 km                                                  | 1200 km                                                | 1200 km                                                | k. A.                                                                                             |
| Gipfelhöhe             | 4000 m                                                  | k. A.                                                  | k. A.                                                  | 4000 m                                                                                            |
| Lastvielfache          | +7/−5                                                   | +7/−5                                                  | +7/−5                                                  | +7/−5                                                                                             |
| Startrollstrecke       | 170 m                                                   | 170 m                                                  | 140 m                                                  | 300 m                                                                                             |
| Landerollstrecke       | 300 m                                                   | 300 m                                                  | 270 m                                                  | 260 m                                                                                             |